# 高田拓土彦
高田 拓土彦（たかだ たつひこ、1944年10月15日 - 2012年10月1日）は、日本の俳優、脚本家、映画監督、演出家。本名は高田 龍彦。旧芸名は高田 裕史、高田 守弘、高田 大嗣。ペンネームは土筆 勉。師は脚本家の石森史郎。弟子は俳優の三木崇史。
福井県出身。桐朋学園大学芸術学部演劇科卒業。

## 人物
劇団「ぶどうの会」、劇団俳優座を経て、「アメリカン・プロダクションサービス」を設立後、ボクサー、フリーとして活動していた。俳優としてはグループ71 、一騎プロに所属 。
女優の浅茅陽子とは同棲していたが、浅茅の意志で入籍しなかった。
2012年10月1日、間質性肺炎と肺癌のため東京都文京区の病院で死去。満67歳没。

## 主な作品

### 脚本
- ザ・カゲスター（1976年、NET / 東映）
  - ザ・カゲスター（劇場版）（1976年、東映）
- 5年3組魔法組（1977年、NET / 東映）
- 仮面ライダーシリーズ（MBS / 東映）
  - 新・仮面ライダー（1980年）
  - 仮面ライダースーパー1（1980年 - 1981年）
- ウルトラマン80（1980年、TBS / 円谷プロ）
- 首領への道（GPミュージアム）
  - 劇場版 首領への道 前編・後編（2003年）
  - 首領への道外伝 白虎会見参（2004年）
  - 首領への道 完結編（2005年）
- 極道の紋章

### 監督
- エバラ家の人々（1991年、アドアール / ニュー・センチュリー・プロデューサーズ）※脚本も担当
- 幸せになりたい!平成嵐山一家（1992年、TX）
- さよなら夏休み ※原作も担当

### 演出
- ウェディングベルは鳴らなくても
- あの遠い夏の日があった
- しあわせになろうね
- 赤死仮面（1983年、浅茅陽子プロデュース）[11]

## 出演

### テレビドラマ
- ターゲットメン 第3話「消えた360億円」（1971年、NET / 東映）
- 好き! すき!! 魔女先生 第16話「ゴキブリ父ちゃん! 怪人レスラーもビックリ」（1972年、ABC / 東映） - チンピラ
- ウルトラシリーズ（TBS / 円谷プロ）※ノンクレジット
  - ウルトラマンA（1972年 - 1973年） - ヤプール人の声[12][注 1]
    - 第3話「燃えろ! 超獣地獄」 - バキシム人間態の声
    - 第10話「決戦! エース対郷秀樹」 - アンチラ星人の声

  - ウルトラマンタロウ 第29話「ベムスター復活! タロウ絶体絶命!」・第30話「逆襲! 怪獣軍団」（1973年） - 改造巨大ヤプールの声[13]
- 真昼の月（1972年、CX / 東海テレビ）
- 仮面ライダーシリーズ（MBS / 東映）
  - 仮面ライダー（1972年）
    - 第55話「ゴキブリ男!! 恐怖の細菌アドバルーン」 - ボウリング場の技師[14]
    - 第66話「ショッカー墓場 よみがえる怪人たち」 - 来島[15]

  - 仮面ライダーV3（1973年）
    - 第9話「デストロン地獄部隊とは何か!?」、第10話「ダブル・タイフーンの秘密」 - レーサー
    - 第29話「ドクトル・ゲー 最後の挑戦!」 - デストロンハンター4号
    - 第42話「カタツムリ人間の人体実験!」 - 須藤 ※「高田裕」名義
- 特別機動捜査隊（NET / 東映）
  - 第552話「奇蹟の女」（1972年） - 浦辺
  - 第639話「血染めの大雪原」（1974年） - 岡本
  - 第662話「光と影の女」（1974年） - 戸田
- なんたって18歳! 第38話「泣きぬれた名人」（1972年、TBS / 大映テレビ）
- 大河ドラマ（NHK）
  - 新・平家物語（1972年） - 藤原成経
  - 勝海舟（1974年） - 中山半三
- 火曜日の女シリーズ / いとこ同志（1972年、NTV / ユニオン映画）
- プレイガール 第183話「温泉街の流れ医者」（1972年、12ch / 東映）
- 緊急指令10-4・10-10 第21話「怪鳥ラゴンの襲撃!」（1972年、NET / 円谷プロ） - 須藤
- ワイルド7（NTV / 国際放映）
  - 第10話「卐・コンテナ」（1972年） - 五郎
  - 第20話「殺してやる!」（1973年） - 戸田伸次
- ファイヤーマン 第2話「武器は科学だS・A・F」（1973年、NTV / 円谷プロ） - 記者 ※ノンクレジット
- 太陽にほえろ! 第44話「闇に向って撃て」（1973年、NTV / 東宝）
- キカイダー01 第2話「ハカイダー四段攻撃とは何か!?」（1973年、NET / 東映） - ハンター ※「高田裕治」名義
- 幡随院長兵衛お待ちなせえ 第9話「めぐり逢いの日」（1974年、MBS / 東宝）
- 銀河テレビ小説 / 青春～戦中派不戦日記より～（1975年、NHK）

### 映画
- ごろつき無宿（1971年、東映） - 郵便屋
- 罪と罰（2012年）

### 舞台
- 自由少年（1969年、俳優座） - 自由少年12※高田龍彦名義 [16]